# Alexandra Adi
Alexandra Adi (* 13. dubna 1971, Florida) je americká herečka. Vyrůstala v ústředním New Yorku, poté začala pobývat v Los Angeles se svým manželem, výkonným zakladatelem společnosti Sapient, Jerry A. Greenbergem.
Poprvé si zahrála v seriálu Cosbyho Případy z roku 1995. Momentálně[kdy?] točí komediální film Dealing.

## Vybraná díla z filmografie
- Eddie (1996) – ESPN Radio Announcer
- Krok za krokem (1997–1998) – Samantha Milano
- Brookfield (1999) – Sasha
- Ďábelská hra (1999) – Cheerleader # 1
- Tequila Body Shots (1999) – Waitress
- Prci, prci, prcičky (1999) – Central Michigan University Girl
- Uhoď ji, je to Francouzka! (2002) – Ashley Lopez
- Alikes (2002) – Becky
- Moving August (2002) – Hunter Davis
- Mortuary (2006) – Liz
- Dealing (2008) – Amber